# Division 5 i fotboll för herrar
Division 5 är Sveriges sjunde högsta division i herrfotboll. 
De 51 serierna innehåller tio-tolv lag var, där vinnarlagen flyttas upp till division 4. Andralagen får kvala för uppflyttning med andraplacerade från andra serier. Nerflyttning till division 6 sker om det finns i regionen.

## Indelning
- Blekinge
- Bohuslän
- Dalsland
- Dalarna norra
- Dalarna södra
- Gotland
- Gästrikland
- Göteborg A
- Göteborg B
- Halland norra
- Halland södra
- Hälsingland
- Jämtland/Härjedalen
- Medelpad
- Norrbotten norra
- Norrbotten södra
- Skåne mellersta
- Skåne nordvästra
- Skåne nordöstra
- Skåne norra
- Skåne sydvästra
- Skåne södra
- Småland nordvästra
- Småland nordöstra
- Småland norra
- Småland sydöstra
- Småland södra
- Småland västra
- Stockholm mellersta
- Stockholm norra
- Stockholm södra
- Södermanland
- Uppland norra
- Uppland södra
- Värmland västra
- Värmland östra
- Västerbotten norra
- Västerbotten södra
- Västergötland mellersta
- Västergötland nordvästra
- Västergötland norra
- Västergötland södra
- Västergötland västra
- Västergötland östra
- Västmanland
- Ångermanland
- Örebro norra
- Örebro södra
- Östergötland mellersta
- Östergötland västra
- Östergötland östra